# Флаг Винницкой области
Флаг Ви́нницкой области (укр. Прапор Вінницької області) является символом Винницкой области Украины, который отражает историю и традиции регион. Вместе с гербом составляет официальную символику органов городского самоуправления и исполнительной власти Винницкой области. Утверждён решением 10-й сессии областного совета XXII созыва 18 июля 1997 года.

## Описание
Флаг представляет собой прямоугольное полотнище синего цвета с соотношением сторон 2:3 (по эталону). В центре флага расположены символы Подолья: золотое солнце Брацлавщины (Восточное Подолье) и серебряный крест с синим щитом, на котором расположен серебряный месяц. На расстоянии 0,1 от краёв полотнища вверху и внизу изображены две красные полосы (каждая шириной 0,1). Древко флага (длина — 2,5 м, диаметр — 5 см) окрашено в жёлтый цвет. Верхушка древка флага увенчана металлической маковницей (шаровидным наконечником жёлтого цвета) который крепится на базу того же цвета.

## Символика

Герб Подолья

Герб Брацлавщины

Флаг области создан на основе исторической традиции, присущей региональному флаговедству, определяющими чертами которой являются:
- воспроизведение на флаге земельных эмблем;
- связь цветовой гаммы флага с гербовыми цветами;

Красная полоса символизирует флаг Брацлавского воеводства. Синяя полоса воспроизводит цвет флага Подольской земли, известный с начала XV века. Сочетание двух равновеликих полос красного и синего цвета указывает на историческом единстве земель Подолья и Брацлавщины (Восточного Подолья), а их повторение гармонирует с геральдическим решением построения герба области. Кроме того, две геральдические полосы синего цвета, расположенные по краям полотнища, символизируют наиболее полноводные реки региона Днестр и Южный Буг, бассейны которых охватывают большую территорию области, и которые в определённой степени служат их географическими пределами (границами).
Символика цветов:
- Золото — признак богатства, благополучия, силы, верховенства.
- Серебро — чистота, непорочность.
- Синий цвет — верность, честность, благородство, рыцарские добродетели, безупречность.
- Красный цвет — великодушие, мужество, отвага, смелость.